# Peleserphidae
Peleserphidae (лат.) — семейство ископаемых паразитических наездников надсемейства Proctotrupoidea подотряда стебельчатобрюхие отряда перепончатокрылые насекомые. Обнаружены в меловом бирманском янтаре (Мьянма, Юго-Восточная Азия). 

## Описание
Мелкие перепончатокрылые наездники, длина тела около 5 мм (от 3 до 8 мм); длина переднего крыла 2—4 мм. Усики из 16—21 членика, скапус короткий (примерно в 2 раза длиннее своей ширины). Голова большая, прогнатическая. Пронотум удлинённый с прямым задним краем. Церки очень длинные, яйцеклад немодифицированный.

## Классификация
2 ископаемых рода и 3 вида. Базальная группа в основании инфраотряда Proctotrupomorpha
(Proctotrupoidea). Группа была впервые описана в 2018 году российским палеоэнтомологом Александром Павловичем Расницыным (Москва, Палеонтологический институт РАН) и группой китайских энтомологов (Qi Zhang; Bo Wang; Haichun Zhang).  
- †Peleproctus Zhang et al., 2018
  - †Peleproctus dolichurus Zhang et al., 2018
- †Peleserphus Zhang et al., 2018
  - †Peleserphus brachyurus Zhang et al., 2018
  - †Peleserphus genalis Zhang et al., 2018